# 安龙瘤果茶
安龙瘤果茶（学名：Camellia anlungensis）为山茶科山茶属下的一个种。

## 扩展阅读
- 維基物種上的相關：安龙瘤果茶